# Pantelozetes tricuspidatus
Pantelozetes tricuspidatus är en kvalsterart som först beskrevs av Djaparidze 1986.  Pantelozetes tricuspidatus ingår i släktet Pantelozetes och familjen Oribellidae. Inga underarter finns listade i Catalogue of Life.